# Heidenburg
Heidenburg im Hunsrück ist eine Ortsgemeinde im Landkreis Bernkastel-Wittlich in Rheinland-Pfalz. Sie gehört der Verbandsgemeinde Thalfang am Erbeskopf an.

## Geographie
Heidenburg liegt südlich der Moselschleife Leiwen – Trittenheim. Zwischen Heidenburg und der Mosel ist der tiefe Taleinschnitt der Kleinen Dhron, die in der Nähe die Dhrontalsperre speist. Ein ungewöhnlicher Ausblick bietet sich auf den Höhenzügen rund um Heidenburg: Das Moseltal von Klüsserath über Leiwen, Trittenheim bis Neumagen-Dhron. Die Berge der Eifel und der Erbeskopf als höchste Erhebung in Rheinland-Pfalz, die Dhrontalsperre und durch verdeckende Bäume das Dhrönchen, der Geburtsort des Dichters Stefan Andres. Neben dem Blick in die Weite bietet sich auch in den Wiesen und Wäldern von Heidenburg noch eine Vielfalt von Pflanzen und Tieren.

## Geschichte
Heidenburg wurde im Jahre 1053 erstmals urkundlich erwähnt. Ein hier aufgefundener Silberring mit einer Inschrift an den keltischen Gott Iovantucarus weist auf einen alten Siedlungsplatz hin. Durch die Wirren der Französischen Revolution kam Heidenburg um 1800 unter französische Herrschaft und wurde 1814 Teil des Königreichs Preußen.
Heidenburg wurde Sitz der Bürgermeisterei Heidenburg und des späteren Amtes Heidenburg.
Seit 1946 ist der Ort Teil des neu gegründeten Landes Rheinland-Pfalz. Seit der kommunalen rheinland-pfälzischen Verwaltungsreform von 1969 gehört der Hunsrückort zur Verbandsgemeinde Thalfang am Erbeskopf.
1997 wurde der Gemeinde der Titel „Bundessieger Kinder- und Familienfreundliche Gemeinde“ verliehen.
Einwohnerentwicklung
Die Entwicklung der Einwohnerzahl von Heidenburg, die Werte von 1871 bis 1987 beruhen auf Volkszählungen:
| Jahr | Einwohner |
| 1815 | 400       |
| 1835 | 629       |
| 1871 | 590       |
| 1905 | 586       |
| 1939 | 664       |
| 1950 | 643       |

| Jahr | Einwohner |
| 1961 | 634       |
| 1970 | 673       |
| 1987 | 711       |
| 2005 | 742       |
| 2017 | 711       |
| 2023 | 712       |

## Politik

### Gemeinderat
Der Gemeinderat in Heidenburg besteht aus zwölf Ratsmitgliedern, die bei der Kommunalwahl am 9. Juni 2024 in einer Mehrheitswahl gewählt wurden, und dem ehrenamtlichen Ortsbürgermeister als Vorsitzendem.
Die Sitzverteilung im Gemeinderat:
| Wahl | SPD               | CDU               | FWG               | WGT               | Gesamt   |
| ---- | ----------------- | ----------------- | ----------------- | ----------------- | -------- |
| 2024 | per Mehrheitswahl | per Mehrheitswahl | per Mehrheitswahl | per Mehrheitswahl | 12 Sitze |
| 2019 | per Mehrheitswahl | per Mehrheitswahl | per Mehrheitswahl | per Mehrheitswahl | 12 Sitze |
| 2014 | 3                 | 4                 | 2                 | 3                 | 12 Sitze |
| 2009 | 7                 | 3                 | 2                 | –                 | 12 Sitze |
| 2004 | 5                 | 4                 | 3                 | –                 | 12 Sitze |
| 1999 | 6                 | 4                 | 2                 | –                 | 12 Sitze |

- FWG = 2014: Freie Wählergruppe Pro Schweich – Gemeinsam in die Zukunft e. V.; 2009: FWG Junk
- WGT = Wählergruppe Timm

### Bürgermeister
Dieter Mattes wurde am 18. April 2023 Ortsbürgermeister von Heidenburg.  Da für eine am 6. November 2022 angesetzte Direktwahl kein Wahlvorschlag eingereicht wurde, oblag die Neuwahl gemäß rheinland-pfälzischer Gemeindeordnung dem Rat, der sich auf der Sitzung im April 2023 für Mattes entschied. Bei der Direktwahl am 9. Juni 2024 wurde er als einziger Bewerber mit einem Stimmenanteil von 82,2 % für weitere fünf Jahre wiedergewählt.
Der Vorgänger von Dieter Mattes, Peter Kolz, hatte das Amt am 12. September 2019 übernommen. Bei der Wiederholungswahl am 25. August 2019 war er für fünf Jahre gewählt worden. Diese war notwendig geworden, weil der bisherige Ortsbürgermeister bei der Direktwahl am 26. Mai 2019 die zur Wiederwahl nötige Mehrheit verfehlte. Aus persönlichen Gründen legte Kolz jedoch das Amt vorzeitig zum 31. August 2022 nieder und der Erste Beigeordnete Jörg Christen übernahm geschäftsführend seine Aufgaben. Da alle Beigeordneten zum 31. Januar 2023 ihre Ämter niederlegten, übernahm nachfolgend die Bürgermeisterin der Verbandsgemeinde Thalfang am Erbeskopf, Vera Höfner, als von der Kommunalaufsicht bestellte Beauftragte bis zur Neuwahl des Ortsbürgermeisters die Amtsgeschäfte.
Die Vorgänger von Kolz waren seit Mai 2015 Werner Treinen und seit Dezember 2012 Hans-Joachim Timm. Von 1989 bis zu seinem Tod im Juli 2012 war Dietmar Jäger (SPD) Ortsbürgermeister von Heidenburg.

### Wappen
| Wappen von Heidenburg | Blasonierung: „Schild von eingebogener Spitze, darin ein goldener Pflug mit silberner Flugschar, gespalten, vorne in Silber ein rotes Balkenkreuz, hinten in Silber zwei grüne Heidekrautstengel mit roten Blüten.“ |
| Wappen von Heidenburg | Es wurde von Erich Gasber entworfen und 1988 von der Bezirksregierung Trier genehmigt. |

### Partnergemeinden
Heidenburg unterhält eine Partnerschaft mit dem französischen Ort Villeblevin im Département Yonne in der Region Bourgogne-Franche-Comté.

## Wirtschaft
Heidenburg ist eine ländliche Wohngemeinde mit Kleingewerbe für den örtlichen Bedarf.

## Persönlichkeiten
- Aribert Weis (* 1948 in Heidenburg), Regisseur, Drehbuchautor und Produzent von Dokumentar- und Spielfilmen